# Notación estructural tango

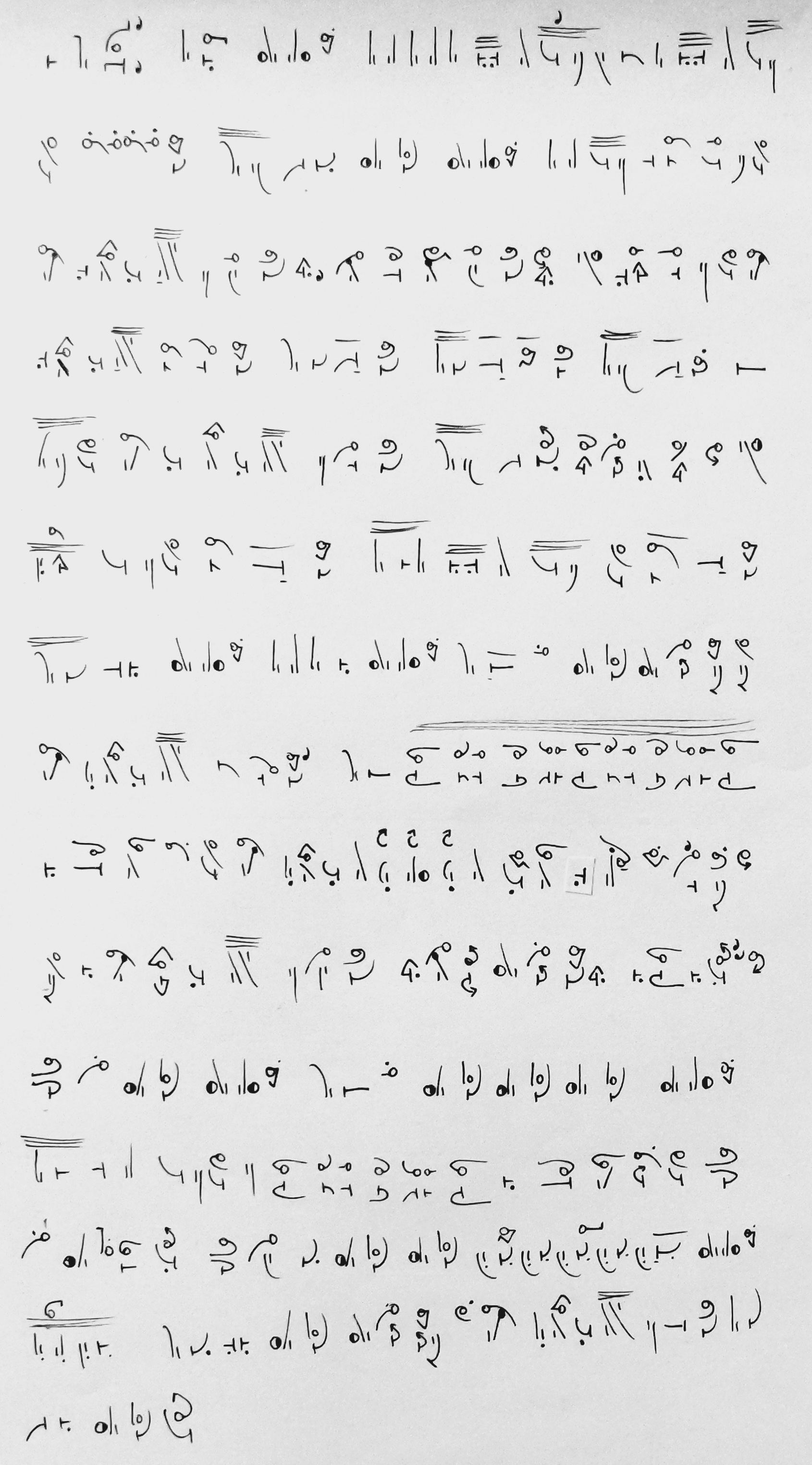
Ejemplo de partitura de movimientos de un tango bailado según el sistema de notación estructural de Matías Tripodi

El sistema de notación estructural para el tango es un proyecto desarrollado por Matías Tripodi (Buenos Aires, 1985). Licenciado en letras (UBA 2012), egresado de ACETA (Academia de Estilos de Tango Argentino), bailarín de tango y artista asociado de Incidence Chorégraphique (Francia), Matías publica en París en octubre de 2016 un libro para explicar los principios en que se basa su sistema. El libro se organiza en dos partes. La primera, de tendencia más teórica, explica el sistema de notación desplegando sus contenidos en el orden en que fueron desarrollados e incluyendo una sección de ejemplos. La segunda, de tendencia más literaria, reúne una serie de textos, referencias y notas dispersas, acerca de lo que implica escribir lo efímero del tango. 
La notación estructural para el tango propone una solución elegante y simple a una danza compleja. Su principal característica es la de incluir signos que representan en sí mismos los dos roles de la pareja, según con qué orientación se los lea. El proyecto integra influencias de universos distintos tales como la lingüística, el tango, las artes plásticas y la danza contemporánea. El conocimiento del tango trasmitido oralmente a través de generaciones obtiene con esta herramienta una nueva forma de representación que puede servir tanto como para conservar el conocimiento como para motivar nuevas formas creativas. 
"Una propuesta de sistema de notación del movimiento para el tango" 
© MATIAS ALBERTO TRIPODI 
Tous droits réservés 
Achevé d’imprimer en octobre 2016 
Dépôt Legal: octobre 2016
ISBN 978-2-7466-9432-3

Source	Matias Alberto Tripodi (2016), Una propuesta de sistema de notación para el tango, ISBN 978-2-7466-9432-3
Author	Matias Alberto Tripodi